# Werner Zanier
Werner Zanier (* 6. Mai 1959 in Aschau im Chiemgau) ist ein deutscher provinzialrömischer Archäologe. Zanier forscht zur frühen Geschichte der römischen Provinz Raetia, zu römischen Militärlagern im Alpenraum und zu Kontinuitätsfragen zwischen jüngerer Eisenzeit und früher römischer Kaiserzeit.

## Werdegang
Nach einem Studium der Lateinischen Philologie (seit 1978) studierte Zanier ab 1981 Provinzialrömische Archäologie an der Universität München. Der Abschluss erfolgte 1988 mit einer Dissertation bei Günter Ulbert über das Kastell Ellingen. Nach verschiedenen Tätigkeiten für die Kommission zur archäologischen Erforschung des spätrömischen Raetien der Bayerischen Akademie der Wissenschaften (1988), die Stadtarchäologie Kempten (1988/89) und die Römisch-Germanische Kommission des Deutschen Archäologischen Instituts (1989) erhielt er 1990 das Reisestipendium der Römisch-Germanischen Kommission.
In den Jahren 1991–1994 war Werner Zanier in verschiedenen Funktionen am Institut für Vor- und Frühgeschichte und Provinzialrömische Archäologie der Ludwig-Maximilians-Universität München tätig (Befundauswertung der Grabungen auf dem Auerberg, Lehrveranstaltungen seit 1992). Seit 1994 ist Zanier wissenschaftlicher Angestellter der Bayerischen Akademie der Wissenschaften im Forschungsvorhaben Vergleichende Archäologie der römischen Alpen- und Donauländer. Seit 2003 ist er korrespondierendes Mitglied des Deutschen Archäologischen Instituts.
Zanier ist ausgewiesener Experte für den Alpenraum in der frühen römischen Kaiserzeit, Römisches Militär, Kontinuität von der jüngeren Eisenzeit in die römische Kaiserzeit sowie Religion und Kult der Raeter.

## Schriften (Auswahl)
- Dissertation: Das römische Kastell Ellingen. von Zabern, Mainz 1992 (= Limesforschungen 23).
- (mit Günter Ulbert): Der Auerberg II. Besiedlung innerhalb der Wälle. Beck, München 1997 (= Münchner Beiträge zur Vor- und Frühgeschichte 46).
- Der spätlatène- und römerzeitliche Brandopferplatz im Forggensee (Gde. Schwangau). Beck, München 1999 (= Münchner Beiträge zur Vor- und Frühgeschichte 52).
- Vor- und Frühgeschichte im Priental. Herausgegeben vom Heimat- und Geschichtsverein Aschau im Chiemgau, Aschau 2001.
- Das Alpenrheintal in den Jahrzehnten um Christi Geburt. Forschungsstand zu den historischen und archäologischen Quellen der Spätlatène- und frühen römischen Kaiserzeit zwischen Bodensee und Bündner Pässen (Vorarlberg, Liechtenstein, Sankt Gallen, Graubünden). Beck, München 2006 (= Münchner Beiträge zur Vor- und Frühgeschichte 59).
- Der spätlatène- und frühkaiserzeitliche Opferplatz auf dem Döttenbichl südlich von Oberammergau. Beck, München 2016 (= Münchner Beiträge zur Vor- und Frühgeschichte 62).

## Belege
1. ↑  DAI - Mitglieder. Abgerufen am 21. Juni 2025.

| Personendaten    | Personendaten                            |
| ---------------- | ---------------------------------------- |
| NAME             | Zanier, Werner                           |
| KURZBESCHREIBUNG | deutscher Provinzialrömischer Archäologe |
| GEBURTSDATUM     | 6. Mai 1959                              |
| GEBURTSORT       | Aschau im Chiemgau                       |